# 理查·哈登
詹姆斯·理查德·哈登（英語：James Richard Harden，1981年11月30日—），出生在加拿大之英屬哥倫比亞的維多利亞。曾為職棒大聯盟的先發投手。

## 早期生活
哈登原本是在1999年大聯盟選秀會上第38輪被西雅圖水手選中的選手，但是他沒有和水手簽下合約，而是選擇去大學就讀。2000年，哈登在大聯盟選秀會上被奧克蘭運動家在第17輪中所選中，2001年完成簽約，在小聯盟1A開始她的職業生涯，這一年，哈登在74局的投球局數中，繳出2勝4敗和3.39防禦率的成績，並三振100位打者，此外這一年哈登還參加明日之星的比賽。2002年球季，哈登在1A的12場先發中，繳出4勝3敗和2.91防禦率的成績，在68局的投球局數中，三振了85名打擊者。之後哈登升上2A，在16場先發中繳出8勝3敗和2.95防禦率的成績，並在85局的投球局數中，三振102名打擊者。2003年哈登在2A先發兩場比賽以後，即升上3A，16場先發中繳出9勝4敗和3.15防禦率的成績。

## 大聯盟生涯

### 奧克蘭運動家
哈登是在2003年7月21日升上大聯盟，當時先發面對的球隊為堪薩斯市皇家，哈登主投7局只失1分，順利拿下個人在大聯盟生涯的第1勝。在前四場先發的比賽中，哈登繳出3勝1敗和1.69防禦率的成績，但之後的兩場先發卻投的不理想，第一場是對多倫多藍鳥，投4局責失6分。在下一場先發面對波士頓紅襪，投2.2局就責失8分，這兩場比賽哈登都吞下敗投。在今年球季的最後，哈登繳出5勝4敗和4.46防禦率的成績。在今年的季後賽比賽中，哈登主要是擔任救援投手，10月1日哈登投1局0失分，拿下個人在季後賽的第1勝，但10月4日哈登才主投0.1局，即責失2分，這場比賽吞下敗投。2004年的春訓，哈登要表現爭奪球隊的第5號先發，在春訓結束的前兩天，哈登被送回小聯盟，到4月10日才被升上大聯盟。這一年哈登繳出11勝7敗和3.99防禦率的成績，並投出167次的三振和81次的保送，投球平均球速為94.3 mph （页面存档备份，存于）。
2005年哈登為球隊的先發投手之一，但在5月中因為受傷的關係，而缺席一個多月的時間，一直到6月下旬才回到球隊。7月14日，哈登面對德州遊騎兵拿下完投完封勝的比賽。8月14日，哈登面對明尼蘇達雙城投8局只被打出1發陽春全壘打失1分，但球隊最後卻以1：2輸掉這場比賽。8月19日，哈登成績為10勝5敗和2.63防禦率的成績。9月25日運動家確定無法進入季後賽，而哈登最後的三場比賽皆以救援投手登板，總計只投5局。2006年哈登兩次進入傷兵名單，缺乏一半以上的球季。2007年哈登也是兩是進入傷兵名單，今年也是缺席一半以上的球季。

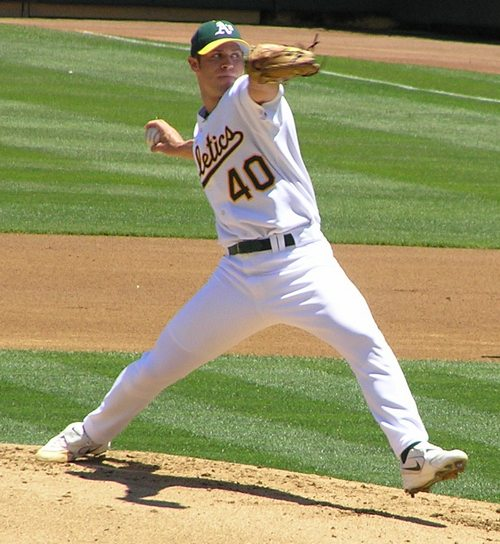
2005年，在運動家投球的哈登。

### 芝加哥小熊
2008年7月8日，運動家以哈登和查德·高汀和小熊交易Matt Murton、Eric Patterson、Sean Gallagher和一名小聯盟的捕手。7月12日是哈登成為小熊球員以後的第一場先發，對手為舊金山巨人，主投5.1局0失分，在他退場時球隊還以7：0領先，但牛棚卻搞砸他的勝投，小熊最後是以8：7打敗巨人。接著第二場面對亞利桑那響尾蛇的先發中，哈登主投7局只失1分，但球隊沒有得到任何分數，最後球隊以0：2輸球，哈登也吞下敗投。哈登在小熊獲得的第1勝是在7月31日對密爾瓦基釀酒人的比賽。哈登在這3年總計獲得15勝4敗的成績，獲得0.789高的勝率。10月8日，小熊和哈登簽下1年700萬美金的合約。

### 德州遊騎兵
2009年12月10日，哈登和德州遊騎兵簽下1年650萬美金加上2011年球隊選擇權的合約。10月9日，哈登被遊騎兵釋出。之後再跟老東家運動家簽下1年合約。

## 球探報告
哈登投球只用兩種球種，包括快速球和變速球 ，他的快速球約在93–95 mph，有時候能夠達到100 mph，在投出快速球以後，會搭配較慢速的變速球來解決打擊者，讓哈登即使只有兩種球路，也能夠順利解決打擊者。

## 外部連結
- 球員資訊和成績在MLB ，ESPN ，Retrosheet ，Baseball Reference ，Baseball Reference (Minors) ，Fangraphs ，The Baseball Cube （英文）